# Scoriopsis nigrivenata
Scoriopsis nigrivenata är en fjärilsart som beskrevs av W. Warren 1906. Scoriopsis nigrivenata ingår i släktet Scoriopsis och familjen mätare. Inga underarter finns listade.